# Tomtebo
Ej att förväxla med Tomteboda, i Solna kommun.
Tomtebo är en av Umeås nyaste stadsdelar, som ligger mellan Ålidhem och byn Innertavle, vid Nydalasjöns södra och sydvästra strand. Stadsdelen upprättades i början av 1990-talet och har bebyggs under 2010- och 2020-talen. 
Mellan år 2000 och 2010 avgränsade SCB bebyggelse söder om Tomtebovägen till en separat tätort, namnsatt till Tomtebo. Mellan år 2015 och 2020 avgränsades bebyggelsen Tavleliden till en separat tätort, även den oegentligt namnsatt till Tomtebo. Övrig bebyggelse och även de två ovan i andra tider har klassats av SCB som en del av tätorten Umeå.

## Historia
Stadsdelen Tomtebo har fått sitt namn av Tomtebo gård, som anlades i slutet av 1800-talet av ingenjör Axel Cederberg. Han odlade även upp Stora Tavelsjömyran som idag till stora delar är ett koloniområde. Cederbergs gård revs sommaren 2016. Trots namnet ligger det nuvarande Tomtebo dock inte på den mark som hörde till Tomtebo gård.
År 1919 byggdes den första fritidsstugan vid Nydalasjöns södra del, och vid slutet av 1930-talet fanns ett tjugotal stugor. Under åren byggdes ännu fler stugor, varav många byggdes om till åretruntboende, vilket var i strid med kommunens utvecklingsplan för området. Därför införde man under 1965 ett formellt byggnadsförbud, men med vissa dispenser fram till 1975. Därefter var enbart yttre och inre underhåll godkända. Under 1981 beslöt kommunen i sin stadsplan att alla stugor ska rivas på sikt. År 2004 återstod 66 av de ursprungligen 140 stugorna vid Nydalasjön.
Under 2000-talet har området expanderat snabbt. Nya bostadsområden, som till exempel Tavleliden och Nydalaviken har tillkommit.

### Befolkningsutveckling
| Befolkningsutvecklingen i Tomtebo 2000–2015                                   | Befolkningsutvecklingen i Tomtebo 2000–2015 | Befolkningsutvecklingen i Tomtebo 2000–2015 | Befolkningsutvecklingen i Tomtebo 2000–2015 | Befolkningsutvecklingen i Tomtebo 2000–2015 |
| ----------------------------------------------------------------------------- | ------------------------------------------- | ------------------------------------------- | ------------------------------------------- | ------------------------------------------- |
|                                                                               |                                             |                                             |                                             |                                             |
| År                                                                            |                                             |                                             | Folkmängd                                   | Areal (ha)                                  |
| 2000                                                                          | 2000                                        |                                             | 223                                         | 9                                           |
| 2005                                                                          | 2005                                        |                                             | 633                                         | 26                                          |
| 2015                                                                          | 2015                                        |                                             | 741                                         | 38                                          |
| Anm.: Ny tätort 2000, sammanvuxen med Umeå 2010. Åter fristående tätort 2015. |                                             |                                             |                                             |                                             |

## Samhället

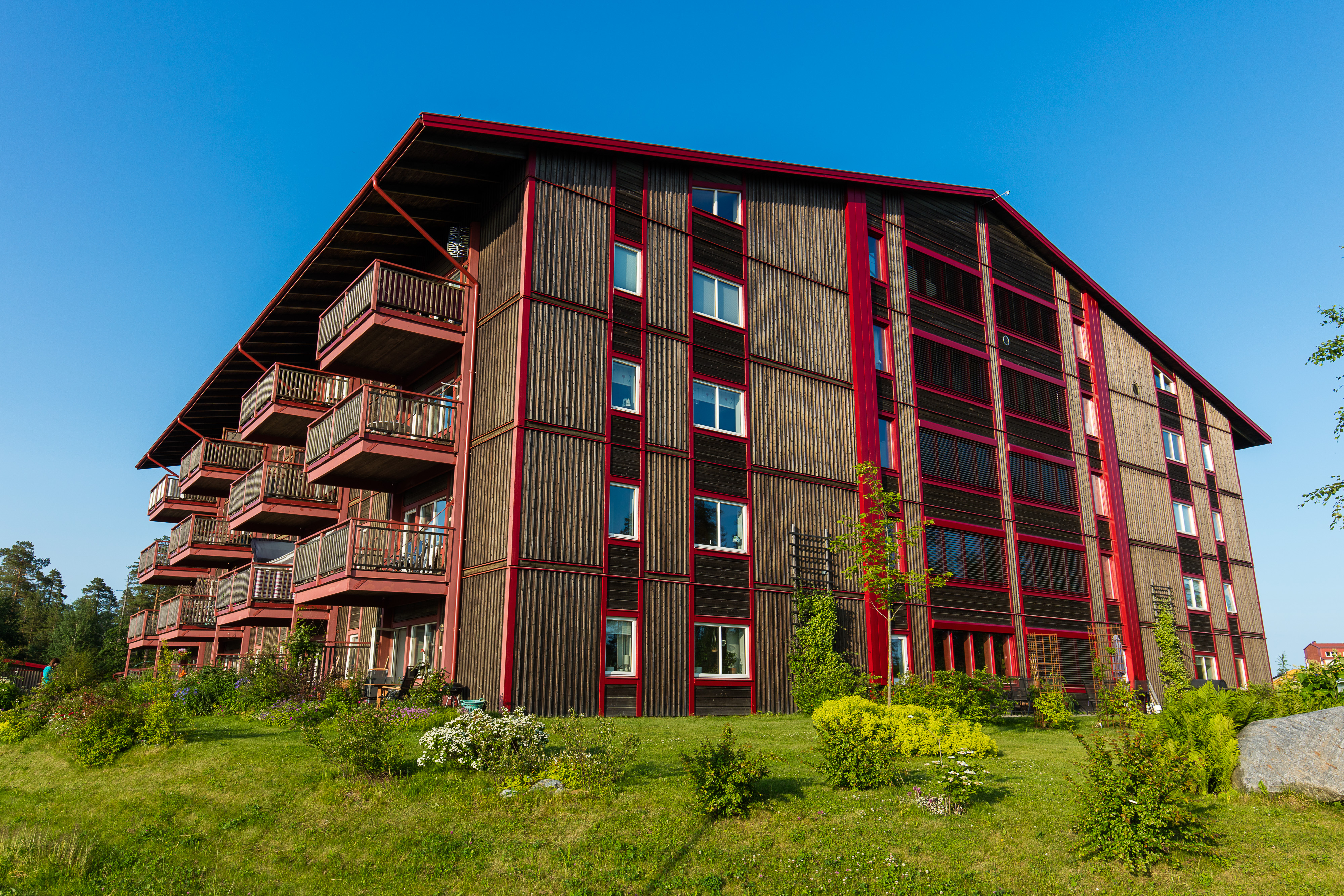
Ekohuset på Sjöfruvägen.

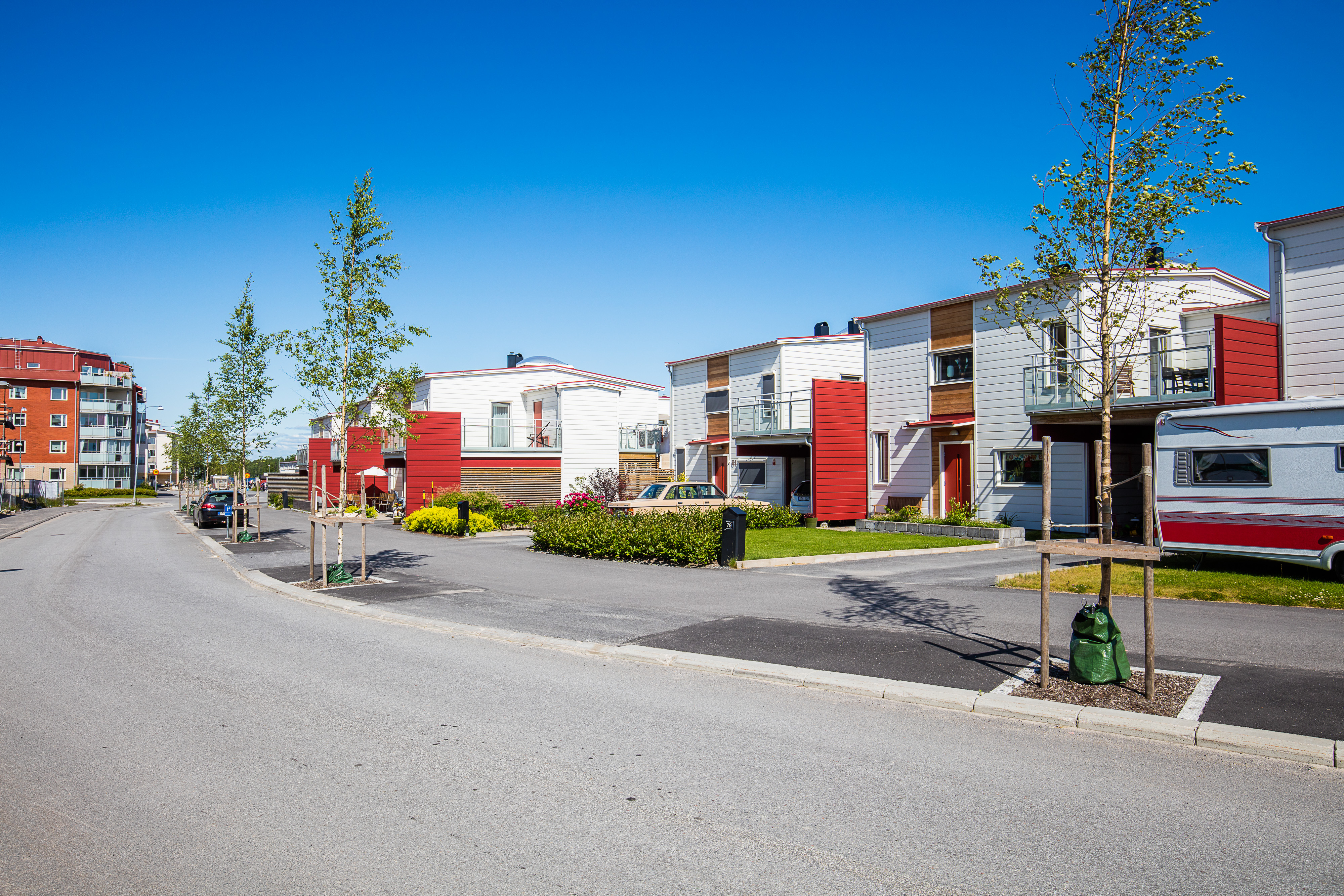
Flerfamiljshus och småhus på Tomtebo i Umeå.

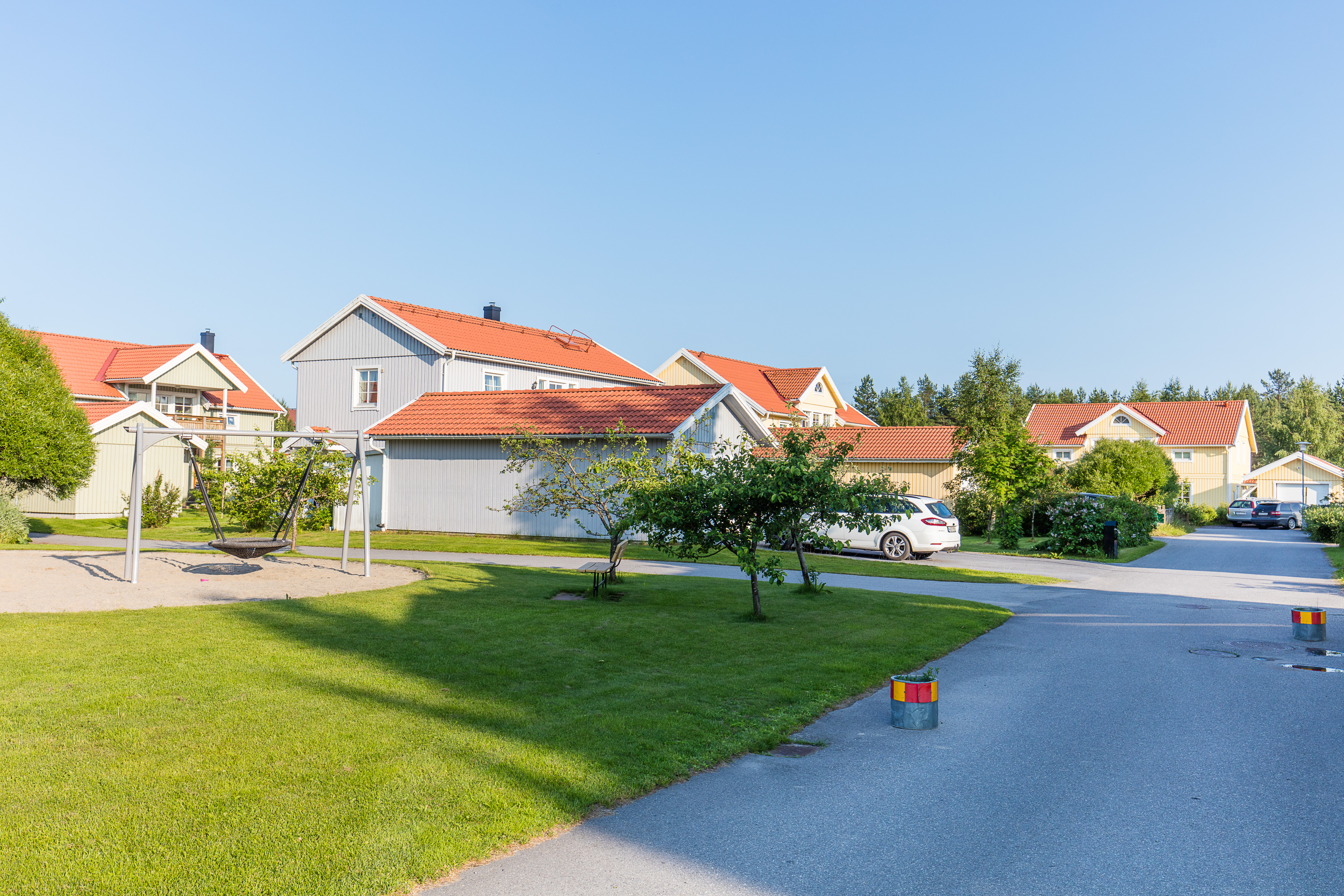
Småhus på Sjöfruvägen.

Namnen på gatorna och skolorna i bostadsområdet är inspirerade av sagor och folktro: Blåkullevägen, Folksagans väg, Grottvägen, Huldrans väg, Nornaplatsen, Nymfens väg, Näckens väg, Sjöfruvägen, Sjöråvägen, Skogråvägen, Skogsfruvägen, Vittervägen, Vättarnas Allé och Älvans väg, samt skolorna Bergatrollet, Blåkulla, Sjöfruskolan och Tomtebogårdsskolan.
Karaktäristiskt för stadsdelen är att det inte finns ett utbyggt och tydligt centrum, även om Nornaplatset är format likt ett torg med utrymme för små butiker och restauranger. 
En av stadsdelens mest kända byggnader är ett ekohus byggt i trä och andra miljövänliga byggmaterial. Huset består av 32 lägenheter som alla  delar på en stor, gemensam vinterträdgård. Varje lägenhet har en egen innebalkong eller altan i vinterträdgården.

### Nydalaviken

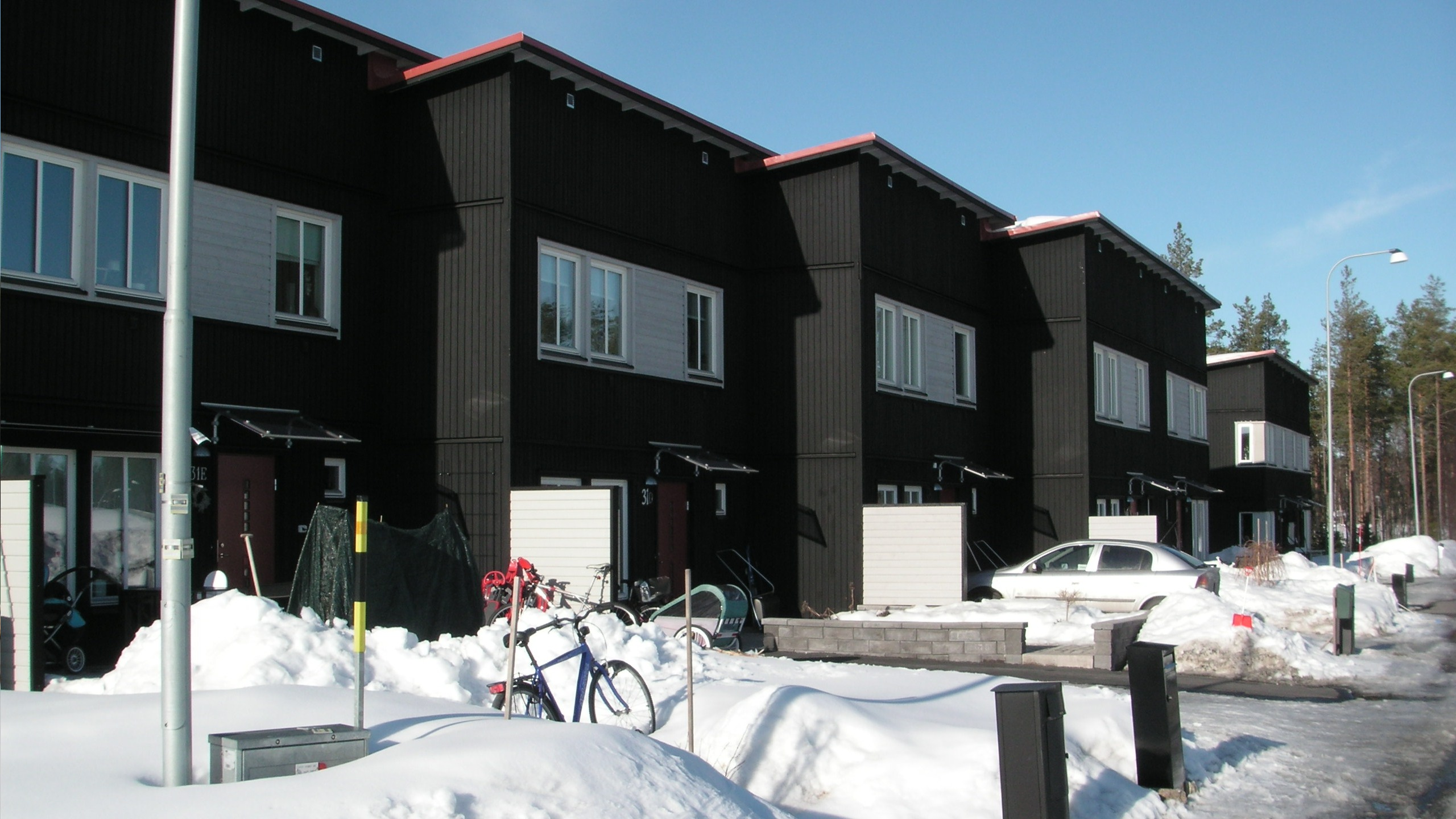
Radhusbebyggelse.

Nydalaviken är ett bostadsområde med radhus alldeles intill Nydalasjön i stadsdelen. När Tomtebo först planerades och började byggas under åren 1992–2004 tillät inte kommunen att kvarter uppfördes nära Nydalasjön; den byggnad som (förutom de fritidshus vid sjön som successivt avvecklas) byggdes närmast sjön var daghemmet och dåvarande skolan Tomtebogård. Denna utbyggnad av Tomtebo ligger längre från  Ålidhems centrum än vad Älvan och de andra äldsta delarna av Tomtebo gör. I gengäld tillåts att dessa nya kvarter uppförs närmare sjön, därav namnet Nydalaviken.

## Kommunikationer
- Ultrabuss 8 till/från universitetet samt Vasaplan i Umeå centrum
- Ultrabuss 75, en direktbuss till/från Vasaplan i Umeå centrum
- Länsbuss 118 som passerar landsvägen utanför Tomtebo på sin väg mellan Umeå och Sävar

## Utbildning
I området finns två skolor, Tomtebogård som är en 1–5 förskola och F–1-skola samt Sjöfruskolan. Sjöfruskolan byggdes ut till F–9 under 2008–2009, för att matcha det snabbt ökande antalet barn i Tomtebo och nyinvigdes höstterminen 2009. Det går ca 600 elever på skolan. Sjöfruskolans klass 5a tog sig till final i Lilla Löpsedeln 2011, men slutade som tvåa. Klass 5b, tog sig till final i Vi i femman 2013, men slutade även där tvåa. Klass 8A kom till final i Teknikåttan år 2023, men landade på 6e plats. En organisation har i dagsläget planer på en fristående skola i Tomtebo.
Området är 2010 ett av de områden i Sverige med störst andel av befolkningen som är under 20 år och många barn är i åldrarna 1–5 år. För att täcka det stora behovet av förskoleplatser finns för närvarande 6 förskolor: Bergatrollet, Blåkulla, Kompassen, Skattelden, Lilla Sjöfrun och Tomtebogård.